# П'єр Андре Латрей
П'єр Андре́ Латре́й (фр. Pierre André Latreille; 20 листопада 1762, Брив-ла-Гаярд — 6 лютого 1833, Париж) — французький ентомолог. Описав велику кількість таксонів, що досі є валідними.

## Біографія
Латрей народився в бідній родині в комуні Брив-ла-Гаярд (Brive-la-Gaillarde) департаменту Коррез (Corrèze), і 1778 року вступив до коледжу Лемуан в Парижі. 1786 року він став священником і повернувся до Бріву, де проводив весь вільний час вивчаючи комах. 1788 року Латрей повернувся до Парижа і брав активну участь в науковому житті. За працю «Mémoire sur les mutilles découvertes en France» (Доповідь про паразитичних ос роду Mutilla з фауни Франції) його прийняли до Товариства природничої історії.
Латрей був священником та дотримувався консервативних поглядів, через це після Французької революції його становище стало несприятливим. Він покинув Париж, згодом його ув'язнили в Бордо. 1796 року в Бріві він опублікував «Précis des caractères génériques des insectes, disposés dans un ordre naturel» (Короткий опис характерних ознак комах, розташованих в природному порядку).
1798 року він отримав завдання впорядкувати ентомологічну колекцію у щойно створеному Національному Музеї природничої історії (Muséum National d'Histoire Naturelle) в Парижі. 1814 року Латрей став членом Французької академії наук, а 1821 — кавалером Ордену Почесного легіону. Він був професором зоології в Ветеринарній школі в Альфорті неподалік Парижа, а в 1830 р., коли після смерті Ламарка було розділено кафедру зоології безхребетних в Музеї, його було призначено професором зоології ракоподібних, павукоподібних та комах, а кафедру молюсків, червів та зоофітів було віддано Анрі Марі Дюкроте де Бленвілю (Henri Marie Ducrotay de Blainville).
На честь Латрея названо один із родів крабів — Latreillia.